# Inez (Texas)
Inez is een plaats (census-designated place) in de Amerikaanse staat Texas, en valt bestuurlijk gezien onder Victoria County.

## Demografie
Bij de volkstelling in 2000 werd het aantal inwoners vastgesteld op 1787.

## Geografie
Volgens het United States Census Bureau beslaat de plaats een oppervlakte van
154,3 km², waarvan 154,2 km² land en 0,1 km² water. Inez ligt op ongeveer 20 m boven zeeniveau.

## Plaatsen in de nabije omgeving
De onderstaande figuur toont nabijgelegen plaatsen in een straal van 28 km rond Inez.